# 水甚酒店
水甚酒店（みずじんさけてん）は、明治時代から昭和初期まで、愛知県名古屋市守山区にあった日本酒醸造場（造り酒屋）。現存しない。

## 歴史
愛知県愛知郡守山村字市場（現・名古屋市守山区市場）で1879年(明治12年）から1882年（明治15年）ごろ創業。創業者は水野甚右衛門。創業時期は、1878年]（明治11年）の戸籍簿（1879年（明治12年分書入））には「農」、1882年（明治15年）の戸主名簿には「商」とあることから推定できるという。
1912年（大正元年）の「商工名鑑」守山町（東春日井郡）「瓦、金物、乾物、酒、油、米穀、肥料、薬種」の項に「水甚　水野甚右衛門」がある。
1935年（昭和10年）頃まで営業していた。

## 銘柄
- 国乃花[4]
- 国俊[4]

## 遺構・遺物

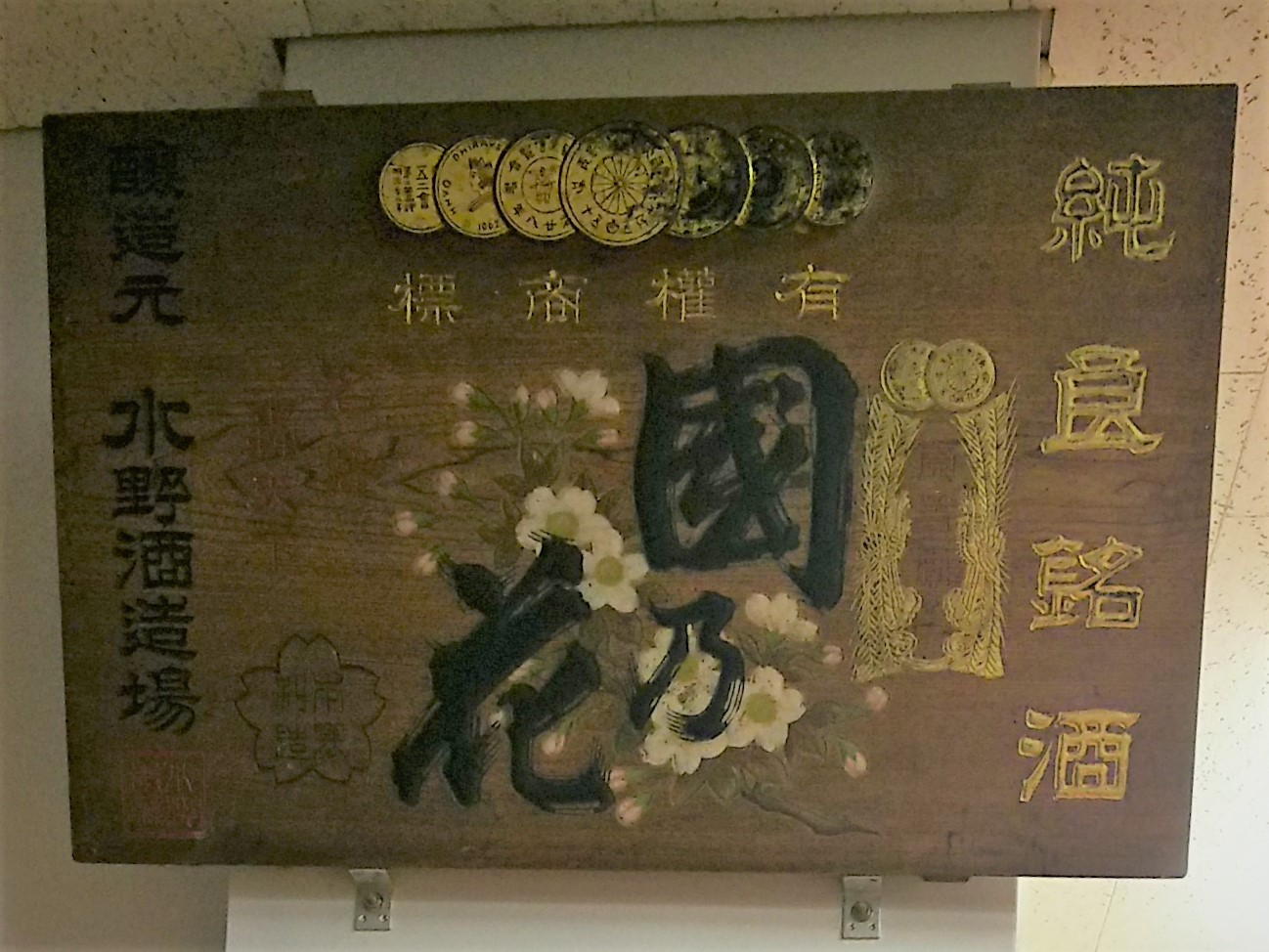
水甚酒店遺物（名古屋市守山図書館2階郷土コーナー所蔵）

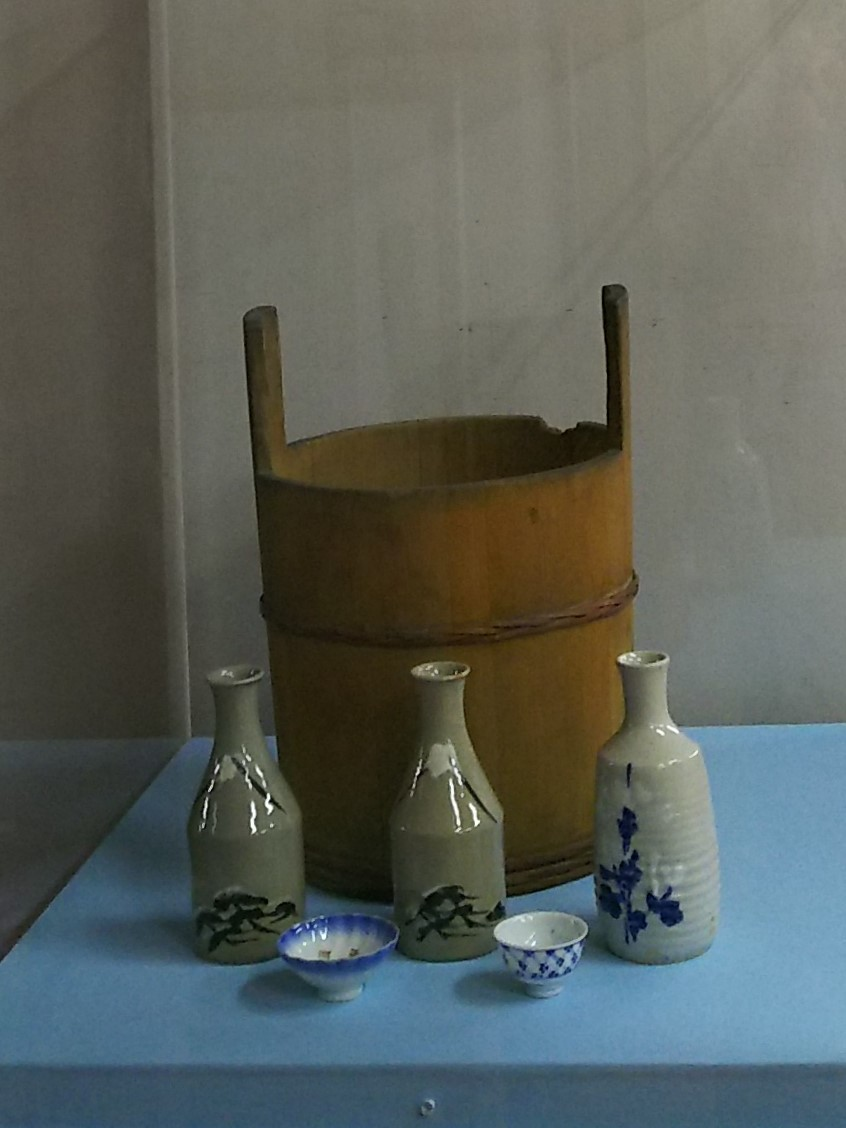
水甚酒店遺物（名古屋市守山図書館2階郷土コーナー所蔵）

建物は少なくとも1998年（平成10年）までは現存し、当時の写真と解説が「もりやま17号」に掲載されている。店の大戸や、郵便取り扱いの窓口の名残もあったという。
名古屋市守山図書館2階郷土資料コーナーに、「国乃花」の看板と徳利等什器類が保存展示されている。

## 守山郵便取扱所
1896年（明治29年）、歩兵第三十三隊守山移駐にあたり郵便局設置の要望があり、1897年（明治30年）12月、二城村大字守山九十八番地の造り酒屋水野甚右衛門方に守山郵便受取所が設置された。郵便受領証書取扱人は1898年（明治31年）には甚右衛門の兄種次郎、1900年（明治33年）には甚右衛門が取扱人となっている。守山郵便取扱所は1905年（明治38年）4月に同じく大字守山の米穀商岡島忠三郎方に移り、三等郵便局守山郵便局に改組。1958年（昭和33年）10月1日に至り、守山本通郵便局となった。